# نیروی هوایی آرژانتین
نیروی هوایی آرژانتین (به اسپانیایی: Fuerza Aérea Argentina) و به اختصار FAA) شاخه هوایی زیرمجموعه ارتش آرژانتین است، که فعالیت خود را از سال ۱۹۴۵ آغاز کرد.
نیروی هوایی آرژانتین در سال ۲۰۱۸ تعداد ۱۳٬۸۳۷ پرسنل نظامی و ۶٬۹۰۰ پرسنل غیرنظامی در اختیار داشت.
فرمانده کل نیروی هوایی آرژانتین (FAA) سرتیپ خاویر ایزاک می‌باشد.

## تاریخچه

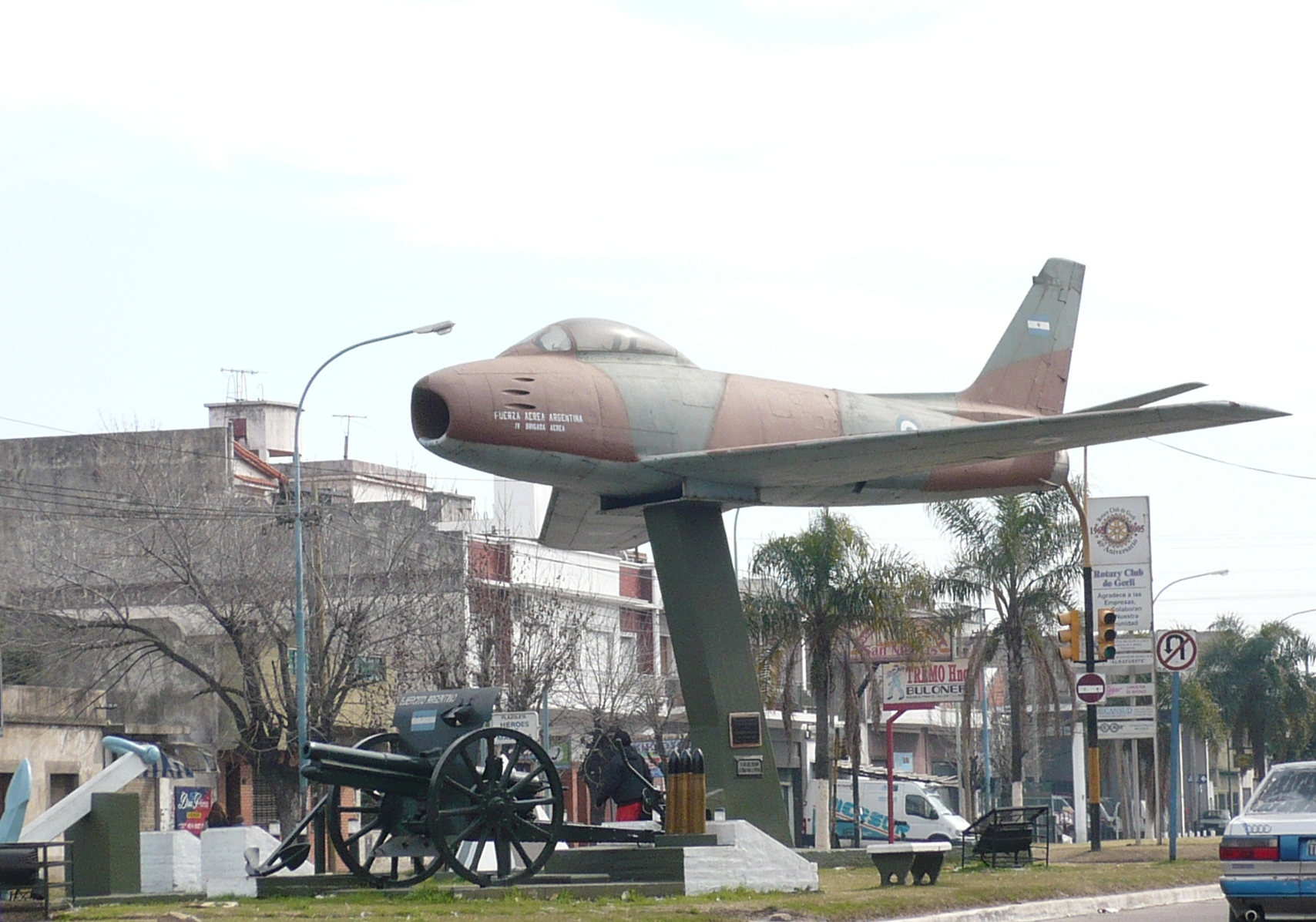
یک قروند
اف-۸۶ سیبر نیروی هوایی آرژانتین FAA

تاریخچه نیروی هوایی آرژانتین در ۱۰ اوت ۱۹۱۲ (۱۹ مرداد ۱۲۹۱ خورشیدی) با تأسیس «مدرسه هوانوردی نظامی» (به اسپانیایی: Escuela de Aviación Militar) در سرویس هوانوردی ارتش، آغاز شد.

### دوره بین جنگ‌های جهانی اول و دوم
در طی سالهای پس از جنگ جهانی اول، بخش هوایی نیروهای نظامی آرژانتین هواپیماهای مختلفی را از فرانسه و ایتالیا دریافت نمود. در سال ۱۹۲۲، «مدرسه هوانوردی نظامی» به‌طور موقت منحل شد، که منجر به تشکیل گروه "گروه هوانوردی یک" به عنوان یک واحد عملیاتی کردید. در طول سال ۱۹۲۵، «مدرسه هوانوردی نظامی» مجدداً بازگشایی شده، و ("گروه شناسایی سه") ایجاد شد و گروه "گروه هوانوردی یک" مدت کوتاهی پس از آن به عنوان "گروه شناسایی یک" تغییر نام شد.
در سال ۱۹۲۷، «اداره هوانوردی عمومی»، برای هماهنگ‌کردن امور هوانوردی نظامی کشور ایجاد شد. در همان سال،
کارخانه هواپیمای نظامی (اف.ام. ای) FMA که نقش مهمی در صنعت هوانوردی آرژانتین داشت، در کوردوبا تأسیس شد.
با وجود آن، در دهه ۱۹۳۰، آرژانتین هواپیماهای مختلفی را از انگلستان، آلمان و ایالات متحده دریافت نمود.

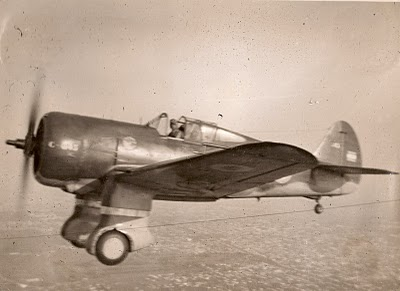
کورتیس پی-۳۶ هاوک ساخته شده در اف.ام. ای

در سال‌های ۱۹۳۸ الی ۱۹۳۹، قوای هوایی آرژانتین شامل تقریباً ۳٬۲۰۰ پرسنل (شامل حدود ۲۰۰ افسر) بود و تقریباً ۲۳۰ هواپیما را در اختیار داشت. تقریباً ۱۵۰ فروند هواپیما در خدمت ارتش بود که شامل جنگنده‌های دواتین دی.۲۱ و کورتیس پی-۳۶ هاوک، هواپیمای شناسایی برِگه ۱۹، بمب افکن‌های نورثروپ ای-۱۷ و مارتین بی-۱۰، هواپیمای آموزشی نورث امریکن ان‌ای-۱۶، هواپیمای چندمنظوره فوکه-وولف اف‌و ۵۸، هواپیماهای ترابری یونکرس یو ۵۲ و فیرچایلد ۸۲ بود. تقریباً ۸۰ فروند از ۲۳۰ فروند هواپیمای آرژانتین در خدمت نیروی دریایی آرژانتین بودند از جمله سوپرمارین ساوت‌همپتون ،سوپرمارین وارلوس، فیری سیل ،فیری ۳، ووت او۲یو کرسر، کانسالیدیتید پی-۲ وای، کورتیس تی-۳۲ کندور ۲، داگلاس دلفین و گرومن جی۲اف داک بودند.

### جنگ جهانی دوم و سالهای پس از آن
اولین گام برای ایجاد نیروی هوایی (به عنوان شاخه ای جداگانه از نیروهای مسلح) و ایجاد فرماندهی کل هوانوردی که به‌طور مستقیم تحت دستور وزارت جنگ باشد، در ۱۱ فوریه ۱۹۴۴ (۲۱ بهمن ۱۳۲۲ خورشیدی) برداشته شد.
در ۴ ژانویه ۱۹۴۵ (۱۴ دی ۱۳۲۳ خورشیدی) این سازمان بعداً با فرمانی به نیروی هوایی آرژانتین تبدیل شد.
در پایان جنگ جهانی دوم، نیروی هوایی آرژانتین روند نوسازی خود را آغاز نمود. این "عصر طلایی" (تقریباً از ۱۹۴۵ الی ۱۹۵۵) با در دسترس بودن ارز خارجی در آرژانتین، انبوه مهندسان هوافضای بیکار از آلمان، ایتالیا و فرانسه و همراه باارائه آخرین نسل جدید موتورها و سایر قطعات توسط بریتانیا آغاز شد.
خوان پرون در اولین دوره ریاست جمهوری خود، تیم‌هایی از مهندسان اروپایی را به اف.ام. ای، که در آن زمان به عنوان Instituto Aerotécnico "موسسه هواتکنیک" یا I.Ae شناخته می‌شد، آورد تا توسعه فناوری هوایی را ارتقا دهند. تعداد کل نیروهای مؤسسه هواتکنیک" به حدود ۷۵۰ نفر، از جمله دو تیم از طراحان آلمانی (به رهبری کورت تانک معروف) و مهندس فرانسوی امیل دوواتین بود.

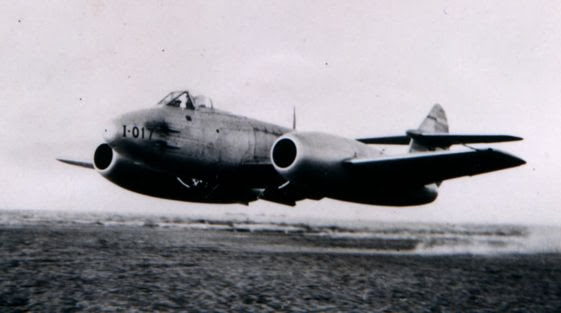
گلاستر متئور اف. ۴ آرژانتیتی در حدود سال ۱۹۵۵

در سال ۱۹۴۷، نیروی هوایی آرژانتین ۱۰۰ فروند جنگنده جت گلاستر متئوررا خریداری نمود. هزینه خرید این هواپیماها توسط ایالات متحده به عنوان بازپرداخت بخشی از بدهی خود به آرژانتین بابت مواد خامی که آرژانتین در طول جنگ جهانی دوم برای ایالات متحده فراهم کرده بود، پرداخت گردید. این خرید باعث شد که نیروی هوایی آرژانتین به اولین نیروی هوایی در آمریکای لاتین تبدیل شود که به جنگنده‌های جنگنده جت مجهز شده است. علاوه بر این، چندین بمب افکن آورو لینکلن وآورو لانکاستر را نیز در اختیار گرفت.

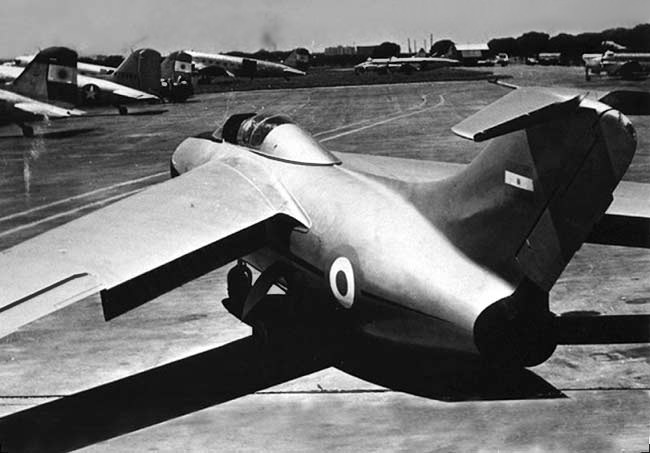
دومین نمونه پولکی -۲ یا شماره ۰۲ در حدود سال ۱۹۵۱

نیروی هوایی آرژانتین با افسران سابق لوفت وافه به عنوان مشاورو با تیم‌های اروپایی که پرون به کشور آورده بود، همچنین شروع به توسعه هواپیماهای بومی از جمله نمونه‌های اولیه جنگنده‌های جت
آی. ای ایی. ۲۷ پولکی-۱ و آی ای ایی ۳۳ پولکی-۲ نمود.
این تولیدات به آرژانتین موقعیت اولین کشور در آمریکای لاتین و ششمین کشور در جهان را داد که به تنهایی فناوری جت جنگنده را توسعه داد.
آرژانین هواپیماهای دیگری را نیز تولید نمود که می‌توان به نمونه‌های اولیه هواپیمای آموزشی آی.ای ایی.۲۳ هواپیمای جنگنده دوموتوره آی.ای ایی.۳۰ نیانکو، گلایدر تهاجمی آی.ای ایی.۲۵ مانیکه و هواپیماهای تولید شده از جمله هواپیمای ترابری دو موتوره آی ای ۳۵ اوانکرو، هواپیمای آموزشی پیشرفته آی.ای‌ایی ۲۲ دی‌ال، هواپیمای تهاجمی و بمب افکن سبک دو موتوره
آی.ای‌ایی.۲۴ کالکین نام برد. همچنین راکت و هواپیماهای برای مصارف غیرنظامی همانند اف ام ای آی.ای. ایی ۲۰ ال بویِرو.

#### عملیات در قطب جنوب

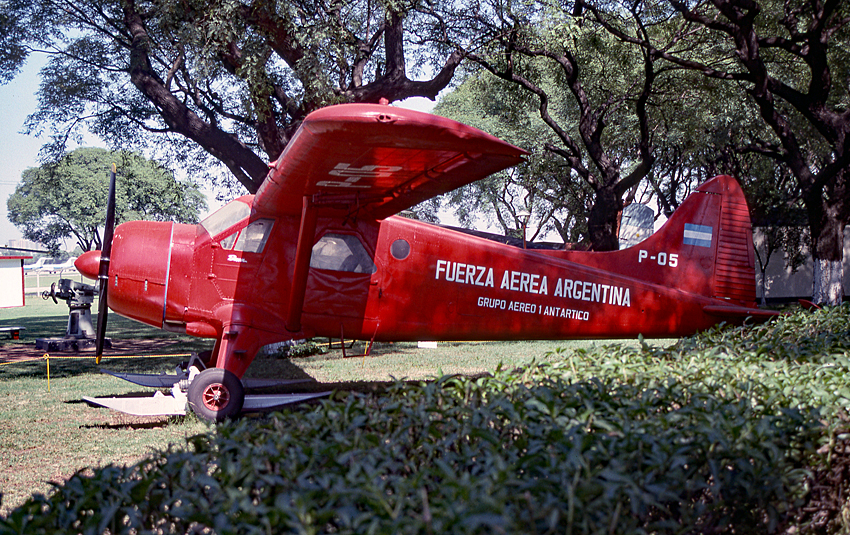
بک فروند
دی‌اچ‌سی-۲ بیور مجهز به اسکی برای عملبات در قطب جنوب

در طول سال ۱۹۵۲، نیروی هوایی با استفاده از داگلاس سی-۴۷ مجهز به اسکی، تأمین پایگاه‌های علمی قطب جنوب را آغاز نمود. پیش از این، رئیس‌جمهور خوآن پرون، برای تحقق این هدف، گروه‌های ویژه قطب جنوب (FATA, Fuerzas de Tareas Antárticas) را ایجاد نموده بود.
در سال ۱۹۷۰، نیروی هوایی استفاده از هواپیماهای سی-۱۳۰ هرکولس را در قطب جنوب آغاز کرد. طبق گزارش‌ها، هواپیمای ویژه ریاست جمهوری
فوکر اف۲۸ فلوشیپ اولین جتی بود که در سال ۱۹۷۳ در پایکاه آرژانتین در قطب جتوب فرود آمد.
از دهه ۱۹۷۰، هواپیماهای دی‌اچ‌سی-۶ توئین اوتر نیز مستقر شدند و نیروی هوایی عملیات فراقطب جنوب را در اکتبر ۱۹۷۳ آغاز نمود.
این ماموربت منجر به اولین پرواز سه قاره ای، فرا قطب جنوب در تاریخ شد که یک سی-۱۳۰ هرکولس بین ریوگالگوس، پایگاه هوایی مارامبیو، کرایست‌چرچ در نیوزلند و کانبرا در استرالیا پرواز کرد.

#### مدرن سازی (سالهای ۱۹۶۰–۱۹۷۰)

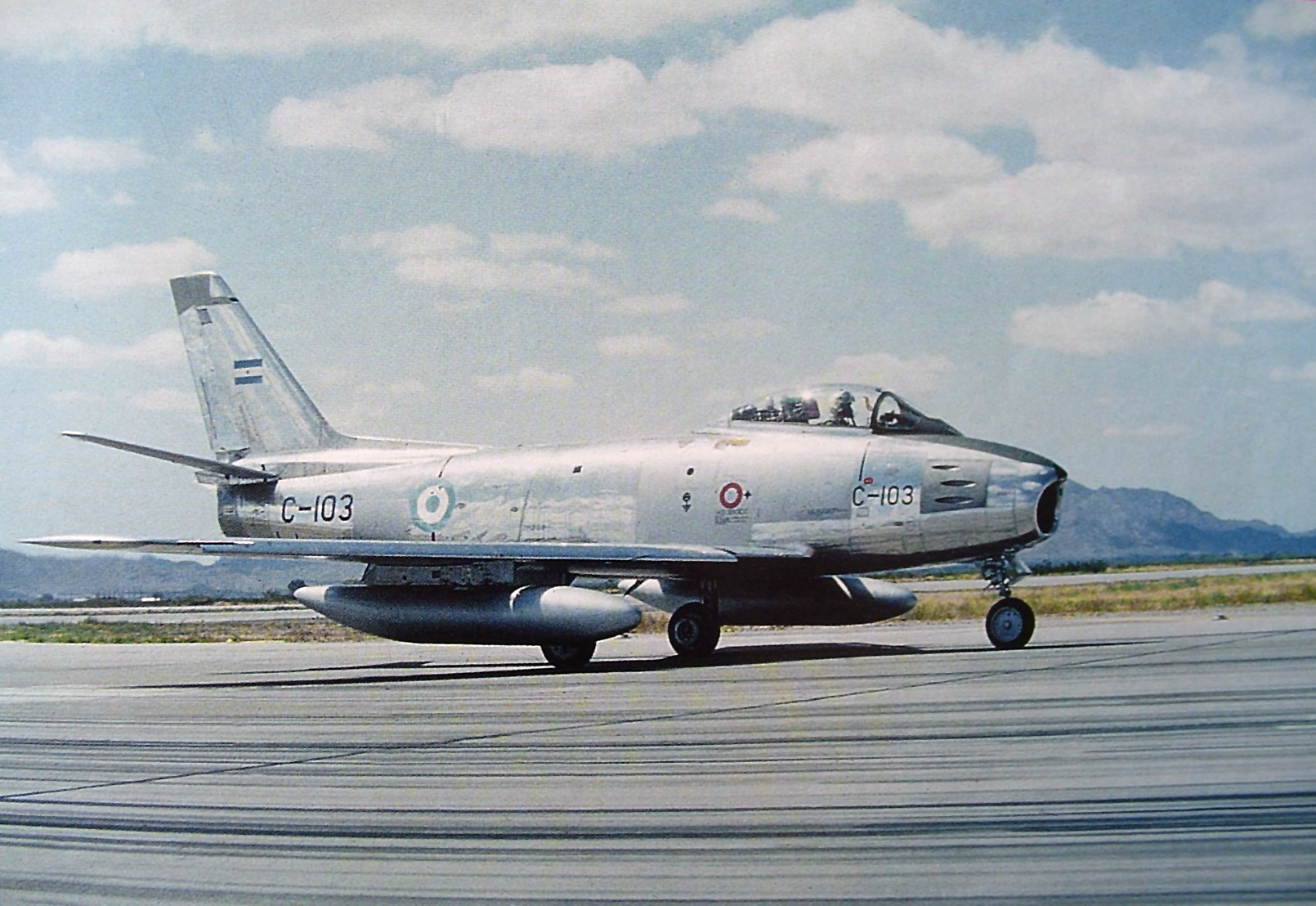
یک فروند اف-۸۶ در حال فرود در سپتامبر ۱۹۶۰ در عملیات سیبر

در طی سالهای ۱۹۶۰، هواپیماهای جدید از جمله جت‌های جنگنده اف-۸۶ سیبر و داگلاس ای-۴ اسکای‌هاوک عمدتاً برای حملات به اهداف زمینی به ناوگان نیروی هوایی آرژنتین اضافه شدند. در طول سالهای دهه ۱۹۷۰، نیروی هوایی خود را به هواپیماهای رهگیر میراژ ۳، جنگنده‌های چند منظوره آی‌ای‌آی نشر (دَگر) و هواپیماهای باری  سی-۱۳۰ هرکولس مجهز نمود. یک هواپیمای ضد شورش به نام پوکارا نیز به تعداد قابل توجهی ساخته و مورد استفاده قرار گرفت. نیروی هوایی FAA همچنین نقش مهمی در کودتای ۱۹۷۶ داشت که منجر به دیکتاتوری نظامی در آرژانتین شد که تا سال ۱۹۸۳ ادامه یافت.

#### جنگ فالکلند (۱۹۸۲) (مالویناس)
جنگ فالکلند اولین منازعه علیه یک دشمن خارجی بود، که نیروی هوایی آرژانتین در آن درگیرشد. برخی از هواپیماهای عملیاتی آرژانتینی خارج از رده بودند
با این حال، نیروی هوایی به پیروزی در جنگ برای آرژانتین نزدیک شده بود.
.
در طی جنگ، بخشی از نیروی هوایی خونتای نظامی، "نیروی هوایی جنوب" (به اسپانیایی: Fuerza Aérea Sur (FAS)) نامیده شده و توسط ارنستو کرسپو هدایت می‌شد.
درگیری‌های هوایی در اول ماه مِه ۱۹۸۲ با عملیات بلک باک توسط نیروی هوایی سلطنتی آغاز شد که در طی عملیات مذکور، بریتانیایی‌ها با بمب افکن‌های آورو والکان ایکس. ام ۶۰۷ به پایگاه‌های هوایی نیروهای آرژانتینی در جزایر حمله کردند. سپس گروه ضربت، هواپیماهای سی هاریر را برای حمله به مواضع در پورت استنلی و گوس گرین (اماکنی که اولین تلفات آرژانتینی رخ داد)، ارسال داشت.
نیروی هوایی آرژانتین با اعزام چندین فروند هواپیمای تهاجمی ای-۴ اسکای‌هاوک، آی‌ای‌آی نشر (دَگر) و جنگنده‌های رهگیر میراژ ۳ به صحنه نبرد، واکنش نشان داد. جنگنده‌های میراژ ۳ با سی هریرها در جزیره بوربون وارد نبرد شدند و یک میراژ توسط سی هریر سرنگون شد.
در ۲۱ مِه، نبرد سن کارلوس ("کوچه بمب") زمانی آغاز شد که نیروی هوایی آرژانتین به گروهی از کشتی‌های بریتانیایی که حال پهلو گرفتن در آب‌های سان کارلوس بودند، حمله‌ور شدند.
هواپیماهای مهاجم دَگر و اسکای‌هاوک آرژنتینی سه کشتی انگلیسی را غرق کردند (یک ناوشکن تیپ ۴۲ اچ‌ام‌اس کاونتری و دو ناوچه به نام‌های اچ‌ام‌اس آنتلوپ و اچ‌ام‌اس آردنت)

در ۸ ژوئن، نیروی هوایی آرژانتین عملیات تهاجم‌های هوایی بلاف کوو (به انگلیسی: Bluff Cove air attacks) را انجام داد، بریتانیایی‌ها برای حمله به بندر استنلی درحال پیاده نمودن و استقرار تیپ ۵ پیاده‌نظام از کشتی‌های تهاجم آبی‌خاکی از جمله شناورهای آر اف‌ای سرگالاهاد و آراف‌ای سرتریستام بودند. دراین وضعیت که کشتی‌های بریتانیایی به دلیل انجام عملیات تخلیه نیروها آسیب‌پذیر بودند، توسط ۹ فروند ای-۴ اسکای هاوک آرژانتینی و در دو موج مورد تهاجم قرار گرفتند. در همین حال پنج فروند دَگر به ناوچه اسکورت اچ‌ام‌اس پلیموث حمله‌ور شدند، چهار فروند دیگر یک مأموریت فریب را بر فراز شمال جزایر انجام دادند تا توجه سی-هاریرهای بریتانیایی را به سمت خودمنحرف نمایند. 

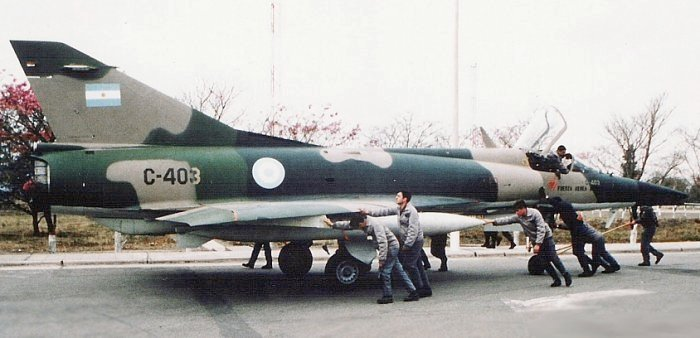
یک فروند آی‌ای‌آی نشر (دَگر) متعلق نیروی هوایی آرژانتین در پایگاه هوایی فرودگاه خوخوی در سال ۱۹۸۱

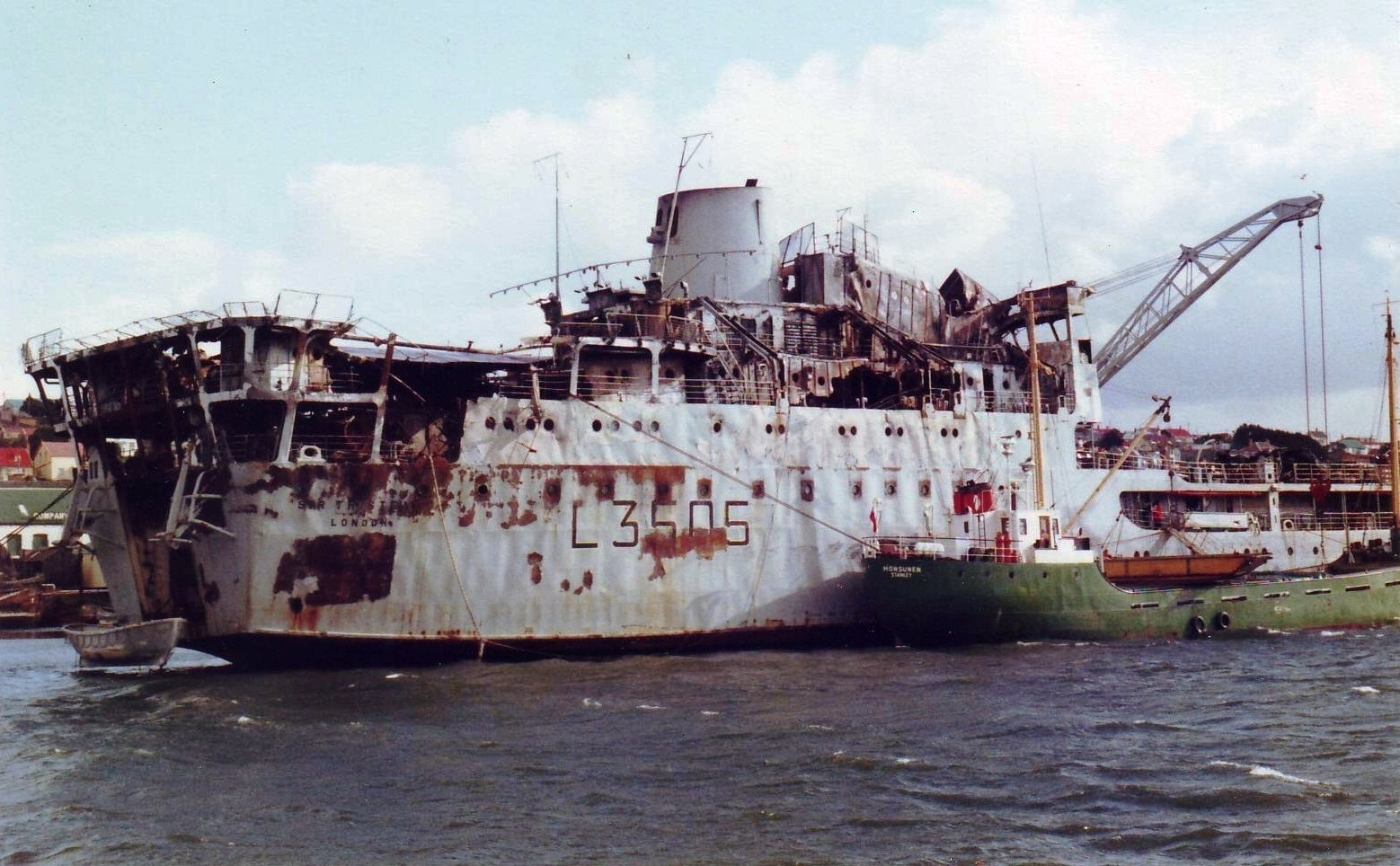
خسارات وارده به شناور بریتانیایی آراف‌ای سرتریستام در حمله‌های اسکای هاوک‌های نیروی هوایی آرژانتین در عملیات بلاف کوو

اسکای هاوک‌ها کشتی آبی-خاکی فاکستروت ۴ را منهدم نمودند، به آر اف‌ای سرگالاهاد آنقدر آسیب وارد نمودند که تخلیه شده و لاشه کشتی بعداً در ۲۱ ژوئن توسط بریتانیایی‌ها غرق شد. همچنین به آراف‌ای سرتریستام صدمات شدیدی رسانیدند، اگرچه شناور مذکور از این مهلکه جان سالم به دربرده و بعداً بازسازی شد. آتش‌سوزی و انفجارها در کشتی‌های بریتانیایی منجر به کشته شدن ۵۶ نفر و زخمی شدن ۱۵۰ نفر شد، که بزرگ‌ترین تلفات جانی به نیروهای انگلیسی‌در طی این جنگ بود. در تهاجم‌های آرژانتینی‌ها، سه فروند ای-۴ درموج دوم تهاجم توسط سی-هاریرها سرنگون شدند و هر سه خلبان کشته شدند. مواد منفجره جنگ‌افزارهایی که توسط  دَگرها در حمله به ناوچه اچ‌ام‌اس پلیموث به کار گرفته شده بود، منفجر نشدند.
در ۱۳ ژوئن، ای-۴ اسکای هاوک آرژانتینی حملات خود را در دو آرایش هر کدام از ۴ هواپیما بر علیه سربازان و بالگردهای دشمن تجدید کردند. در ۱۴ ژوئن ۱۹۸۲، فرماندهی نظامی آرژانتین تسلیم شد و کنترل فالکلند، جزایر جورجیای جنوبی و ساندویچ جنوبی را به بریتانیا بازگرداند. نیروی هوایی آرژانتین متحمل ۵۵ نفر کشته و ۴۷ نفر مجروح شد، ۵۰۵ پرواز جنگی انجام شد و ۶۲ فروند هواپیما، به شرح ذیل از دست رفتند:
- ۱۹ فروند ای-۴ اسکای هاوک
- ۲ فروند  میراژ ۳
- ۱۱ فروند آی‌ای‌آی دَگر
- ۲ فروند  کانبرا
- ۲۴ فروند  آی‌ای ۵۸ پوکارا
- ۱ فروند سی-۱۳۰ هرکولس
- ۱ فروند لیرجت ۳۵
- ۲ فروند بل ۲۱۲

### بعد از جنگ (سالهای ۱۹۸۳ الی ۲۰۰۳)

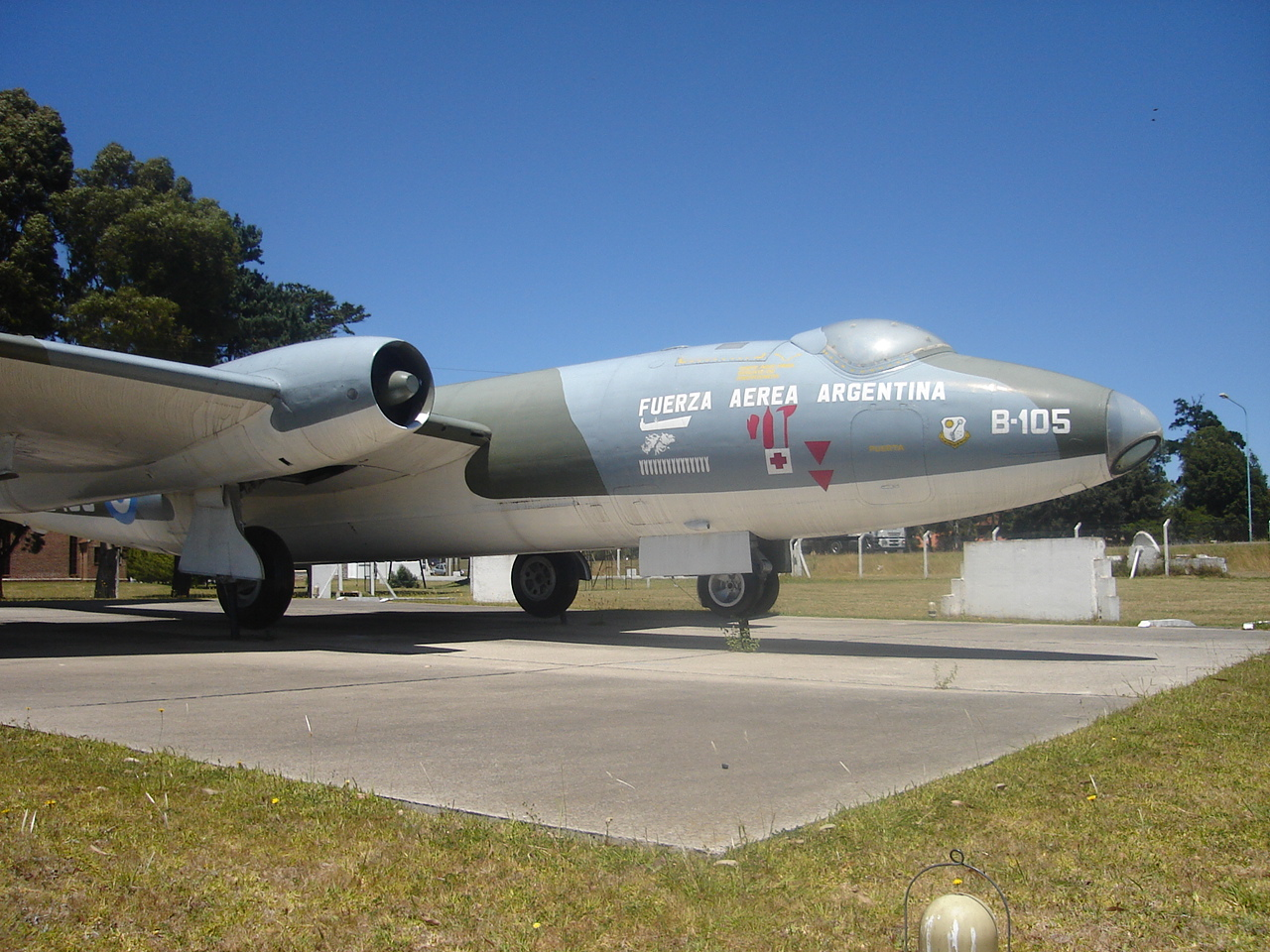
یک فروندکانبرا در فرودگاه ماردل پلاتا

پس از جنگ، بریتانیا تحریم تسلیحاتی را بر آرژانتین اعمال کرد.
با این حال، ایالات متحده آمریکا ۳۶ فروند ای-۴ای‌آر فایتینگ‌هاوک را به آرژانتین فروخت، که نسخه ای بازسازی شده و ارتقا یافته از ای-۴ اسکای‌هاوک است. سایر تجهیزات خریداری شده توسط آرژانتین عبارتند از: ۲۳ فروند اووی-۱ موهاوک مازاد ارتش ایالات متحده آمریکا، ۲ فروند  سی-۱۳۰ بی و یک فروند لاکهید ال-۱۰۰.
آرژانتین توسعه هواپیماهای کاملاً جدید را آغاز کرد، از جمله اف.ام.ای آی.ای-۶۳ پامپا، جنگنده اس.ای.آی.ای-۹۰، و متعاقباً تبدیل موشک کندور به یک موشک بالستیک میان برد.از این میان، تنها پامپا با موفقیت توسعه یافت.
در سال ۱۹۹۴، رئیس‌جمهور کارلوس منم به خدمت اجباری نظامی پایان داده و به زنان اجازه خدمت نظامی را نیز داد.

### حمایت از مأموریت‌های صلح‌بانی سازمان ملل
نیروی هوایی آرژانتین FAA در ماموریت‌های صلح‌بانی سازمان ملل متحد شرکت داشته است. در سال ۱۹۹۴ گروهی را به قبرس اعزام نمود. و همچنین بالگردهای بل ۲۱۲ در در هائیتی مستقر شدند.

### اوایل قرن بیست و یکم
در اوایل سال ۲۰۰۵، هفده سرتیپ، از جمله رئیس ستاد ارتش، سرتیپ کارلوس رُوده، توسط رئیس‌جمهور وقت آرژانتین نستور کیرشنر در پی رسوایی مربوط به قاچاق مواد مخدر از طریق فرودگاه بین‌المللی اِسیسا اخراج شدند. کیرشنر به نقص در سیستم‌های امنیتی فرودگاه‌های آرژانتین، که توسط پلیس ملی هوانوردی، سپس شاخه‌ای از نیروی هوایی (سازمانی که بعداً جای خود را به پلیس امنیت فرودگاه(به اسپانیایی: Policía de Seguridad Aeroportuaria, "PSA") مستقل امروزی داد) نظارت می‌شد، و سرپوش گذاشتن بر این رسوایی استناد می‌نمود.

#### سالهای ۲۰۱۰
از سال ۲۰۱۰، محدودیت‌های بودجه ای ادامه یافت که منجر به انحلال اسکادران حمل و نقل بوئینگ ۷۰۷ و مشکلات تعمیر و نگهداری در نیمی از ناوگان سی-۱۳۰ هرکولس شد.
در آگوست ۲۰۱۰، قراردادی برای خرید دو هلیکوپتر میل-۱۷ئی، با امکان افزودن سه بالگرد دیگر از این نوع، برای پشتیبانی از پایگاه‌های جنوبگان آرژانتین امضا شد.

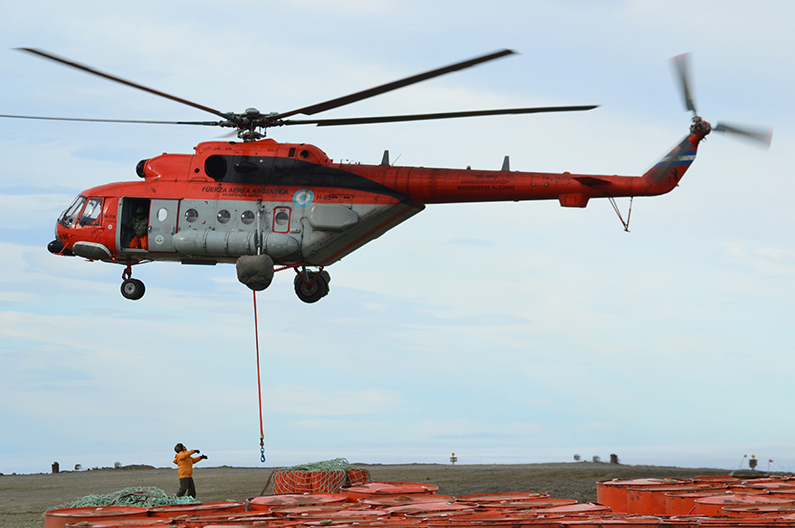
یک میل-۱۷۱ ئی متعلق به آرژانتین در طی یک رشته عملیات در جنوبگان در تابستان ۲۰۱۷/۲۰۱۸

در طی سالهای ۲۰۱۰، نیروی هوایی آرژانتین به دنبال جایگزینی ناوگان قدیمی خود با هواپیماهای مدرن توانمندتر و با عمر طولانی‌تر بود. خرید جنگنده‌های میراژ اف-۱ ام دست دوم از نیروی هوایی اسپانیا، آی‌ای‌آی کفیر بلاک ۶۰و ساب گریپن ئی/اف در نظر گرفته شد، اما از فوریه ۲۰۱۵، به نظر می‌رسد همه این مذاکرات متوقف شده است. در مارس ۲۰۱۴ قرارداد میراژهای اف-۱ پس از اعمال فشار بریتانیا مبنی بر عدم کمک به نوسازی ناوگان نیروی هوایی آرژانتین به دولت اسپانیا، به دلیل تنش بر سر جزایر فالکلند، لغو شد. بریتانیا همچنین موفق شده است فروش جنگنده‌های ساب گریپن ئی/اف را وتو کند، زیرا ۳۰ درصد از قطعات این هواپیما در بریتانیا تولید می‌شود. توافق با اسرائیل نیز بنا به دلایل فنی و سیاسی متوقف شده است.
چین ظاهراً جنگنده‌هایٰ جی‌اف-۱۷/اف‌سی-۱ و چنگدو جی-۱۰ را به آرژانتین پیشنهاد داده است. دو کشور یک کارگروه را برای بررسی انتقال ۱۴ فروند هواپیما تشکیل دادند.
روسیه همچنین پیشنهاد اجاره ۱۲ فروند هواپیمای تهاجمی سوخو-۲۴ را به آرژانتین ارائه داده بود، اما بنا بر گزارش نشریه جین اینفورمیشن سرویسز سوخو-۲۴ چندان برای نیروی هوایی آرژانتین مفید نخواهد بود و به نظر می‌رسد که هر گونه پیشنهادی برای انتقال چنین هواپیماهایی احتمالاً نتیجه بازی سیاسی بین روسیه و بریتانیا بر سر بحران در اوکراین است.
همه میراژهای در اختیار نیروی هوایی آرژانتین در ۳۰ نوامبر ۲۰۱۵ رسماً از خدمت خارج شدند. هواپیماهای ای-۴ از ژانویه ۲۰۱۶ به دلیل کمبود قطعات یدکی زمین گیر شدند.
در هر صورت فقط ۴ الی ۵ فروند از آنها توانایی پرواز را داشته و بقیه در فرودگاه ویلا رینالدز در وضعیت ذخیره بودند.
هنگامی که باراک اوباما در مارس سال ۲۰۱۶ از آرژانتین دیداری داشت، هواپیمای شماره یک نیروی هوایی توسط اف-۱۶های نیروی هوایی ایالات متحده همراهی شد؛ زیرا نیروی هوایی آرژانتین تنها قادربود تا هواپیماهای پوکارا و پامپا را برای دفاع هوایی ارائه نماید.
از جولای ۲۰۱۹، نیروی هوایی و دولت آرژانتین کی‌ای‌آی اف‌ای-۵۰ را به عنوان یک جنگنده موقت خود انتخاب نمودند. با این اقدام اولین گام در نوسازی ناوگان هواپیماهای جنگنده و جایگزینی ناوگان بازنشسته شده میراژ ۳، دَگر و میراژ ۵، برداشته می‌شد. همچنین پیش‌بینی می‌شد که ورود اف‌ای-۵۰ به خدمت نیروی هوایی آرژانتین به کوتاه‌تر شدن زمان بازنشستگی ناوگان لاکهید مارتین ای-۴ای‌آر فایتینگ‌هاوک کمک نماید، زیرا عمربالای این هواپیماها نگهداری آن‌ها را مشکل نموده بود. بر اساس گزارش‌های دریافتی از سال ۲۰۲۰ تنها شش فروند از هواپیماهای فایتینگ هاوک همچنان در وضعیت عملیاتی قرار داشتند.در حالی که هیچ تعداد مشخصی از خرید این نوع هواپیما نشده است، بر اساس گزارش رسانه‌ها، خرید حداکثر ۱۰ فروند اف‌ای-۵۰ توسط نیروی هوایی آرژانتین در نظر گرفته شده بود. با وجود برگزاری انتخابات در اکتبر ۲۰۱۹، انتظار می‌رفت که این توافق میان آرژانتین و کره جنوبی انجام شود. یک هیئت آرژانتینی برای اولین بار در سپتامبر ۲۰۱۶ از نیروی هوایی جمهوری کره بازدید به عمل آورد. در آن زمان یک خلبان نیروی هوایی آرژانتین اجازه یافت تا با گونه آموزشی/رزمی تی‌ای-۵۰ گُلدن ایگل از هواپمیای اف‌ای-۵۰، پرواز آزمایشی داشته باشد.
با این حال، به نظر می‌رسد که این قرارداد در اوایل سال ۲۰۲۰ لغو شد و نیروی هوایی آرژانیتن بدون جایگزینی برای جنگنده‌های خود باقی ماند. بر اساس اظهار نظربرخی از منابع، لغو این قرارداد به دلیل فشارهای مالی ناشی از همه‌گیری کووید-۱۹ بود، در حالی که برخی دیگر گزارش دادند که با توجه به کاربری اجزای ساخت بریتانیا در این هواپیما، مداخله بریتانیا برای جلوگیری از صادرات هواپیماهای مذکور به آرژانتین دراین میان ایفای نقش نمود. در اکتبر ۲۰۲۰، صنایع هوافضای کره (KAI) تأیید نمود که از آنجایی که قطعات اصلی هواپیما توسط بریتانیا تأمین می‌شود، قادر به صادرات این محصول به آرژانتین نمی‌باشد.
بریتانیا به طریق مشابه فروش احتمالی هواپیمای ساب گریپن را که تحت امتیاز در برزیل تولید می‌شود را با توجه به اینکه برخی از اجزای اویونیکی هواپیما منشأ بریتانیایی دارند به آرژانتین مسدود نمود. گفته می‌شود که آرژانتین در حال بررسی امکان خرید هواپیما از روسیه، چین، هند یا پاکستان است. با این حال، حتی فروش هواپیماهای چینی نیز طبق گزارش‌ها با مشکلات احتمالی مواجه شد، زیرا صندلی پران هواپیما از نوع ام‌کی۲ بود که توسط مارتین-بیکر در بریتانیا تولید می‌شود.

#### سالهای ۲۰۲۰

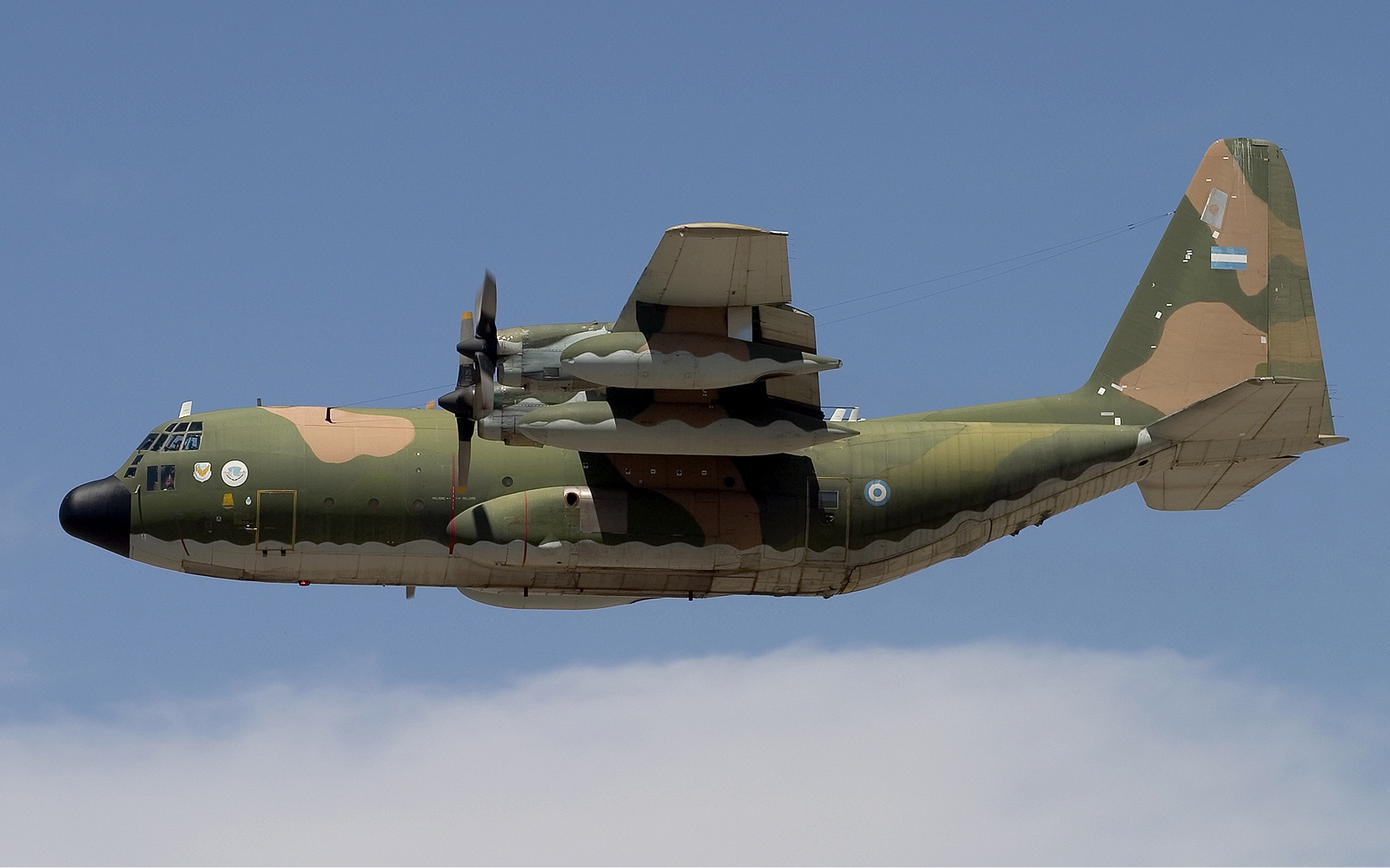
هواپیمای سوخت رسان هوایی کی‌سی-۱۳۰ اچ

در اوایل سال ۲۰۲۱، روسیه چندین پیشنهاد در رابطه با فروش هواپیما به آرژانتین، از جمله پیشنهادی آشکار برای جنگنده‌های میگ-۳۵ ارائه نمود. این پیشنهادهای جدید، بر اساس پیشنهادهای قبلی روسیه برای جنگنده‌های میگ-۲۹ و همچنین پیشنهاد اقداماتی برای افزایش طول عمر هلیکوپترهای میل می-۱۷ئی که توسط آرژانتین در سال ۲۰۲۰ برای پشتیبانی از عملیات در جنوبگان خریداری شد بود، ارائه شد.
برای بهبود قابلیت‌های حمل‌ونقل، دو فروند هواپیمای فوکر اف-۲۸ که در سال ۲۰۱۹ از خدمت خارج شده بودند، بازسازی شده و مورد استفاده مجدد قرار گرفتند، آخرین مورد هوایپمای با کد شناسایی (TC-53) بود که در اوایل اوت ۲۰۲۱ بازسازی شد.
در اواسط سال ۲۰۲۱، یک تجزیه و تحلیل نشان داد که تعداد هواپیماهای عملیاتی با قابلیت رزمی آفندی در نیروی هوایی آرژانتین عملاً در سطح صفر است. علاوه برآن تنها ۶ فروند ای-۴ فایتینگ هاوگ عملیاتی بودند، از ۱۴ فروند هواپیمای ترابری سی-۱۳۰ تنها ۶ فروند در دسترس بود، و براساس گزارش‌ها در سال ۲۰۲۱، ۲۳فروند آی‌ای-۶۳ پامپا، ۱۲ فروند تی-۶+ تگزان ۲ و ۱۲ فروند هواپیمای آموزشی ئی‌ام‌بی۳۱۲ توکانو در وضعیت عملیاتی بودند. در سپتامبر ۲۰۲۱، دولت رسماً بودجه ۶۶۴ میلیون دلاری را در پیش نویس بودجه کنگره برای خرید هواپیماهای جنگی جدید درنظرگرفت. در سال ۲۰۲۲، مذاکرات با دولت چین در مورد خرید احتمالی جنگنده‌های جی‌اف-۱۷ تاندر، و احتمالاً چنگندو جی-۱۰، و با دولت هند برای خرید جت‌های جنگنده هال تجاس مطرح شد. با این حال، در دسامبر ۲۰۲۲، به نظر می‌رسید که آلبرتو فرناندز، رئیس‌جمهور وقت آرژانتین، که ایده خرید هواپیماهای جنگنده جدید برای نیروی هوایی را رد کرد و اظهار داشت: «قبل از خرید سلاح، قطعاً اولویت‌های دیگری وجود دارد.» وی در ادامه با اشاره به وضعیت استراتژیک و سیاسی آمریکای جنوبی گفت: «مشکلات جنگی وجود ندارد، صلح وجه مشترک بین ماست.» همزمان تأیید شد که برنامه تعویض هواپیمای جنگنده متوقف شده است.
در اوایل سال ۲۰۲۳، آرژانتین خرید شش فروند بالگرد بل ۴۰۷ را برای
نیروهای مسلح تأیید نمود و برنامه‌هایی برای به روزرسانی بالگردهای هیوز ۵۰۰دی موجود و اضافه نمودن هواپیماهای جدید بیچ کرافت تی‌سی-۱۲بی هیورون را داشت.
در ژوئن ۲۰۲۳، آرژانتین یک سی-۱۳۰ اجاره ای از ایالات متحده دریافت نمود، که تعداد کل هرکولس‌های عملیاتی را به پنج فروند رسانید.
در همان زمان، دولت بایدن از کنگره خواست تا فروش احتمالی اف-۱۶‌های سابق نیروی هوایی سلطنتی دانمارک و همچنین هواپیماهای گشت دریایی پی-۳سی اوریون که سابقاً در خدمت نیروی هوایی سلطنتی نروژ را به آرژانتین تأیید نماید. در حالی که گزارش شده است که ایالات متحده از فروش این هواپیماها حمایت نمود تا از این احتمال خرید هواپیمای جنگنده چینی توسط آرژانتین جلوگیری نماید، از سوی دیگر پیش‌بینی می‌شد که بریتانیا از دانمارک درخواست نماید تا فروش این جنگنده‌ها را انجام ندهد. همچنین مشخص نبود که آیا مجموع هزینه خرید (۴۴۷ میلیون دلار) برای آرژانتین مقرون به صرفه در خواهد بود.در ۱۱ اکتبر ۲۰۲۳، میرا رِزنیک، معاون دستیار وزیر امور خارجه آمریکا، به خورخه آرگوئیو، سفیر آرژانتین در ایالات متحده اعلام نمود که وزارت امور خارجه با انتقال ۳۸ فروند اف-۱۶ از دانمارک موافقت نموده است
.در مارس ۲۰۲۴، گزارش شد که تعداد هواپیماها به ۲۴ فروندکاهش یافته است، اما مذاکرات در مورد انعقاد قرارداد آغاز خواهد شد.
در ۲۶ مارس ۲۰۲۴، وزیر دفاع دانمارک، ترولس لوند پولسن، موافقت نامه ای مبنی بر انتقال جنگنده‌ها با همتای آرژانتینی خود امضا نمود.

## هواگردها

### ناوگان فعلی

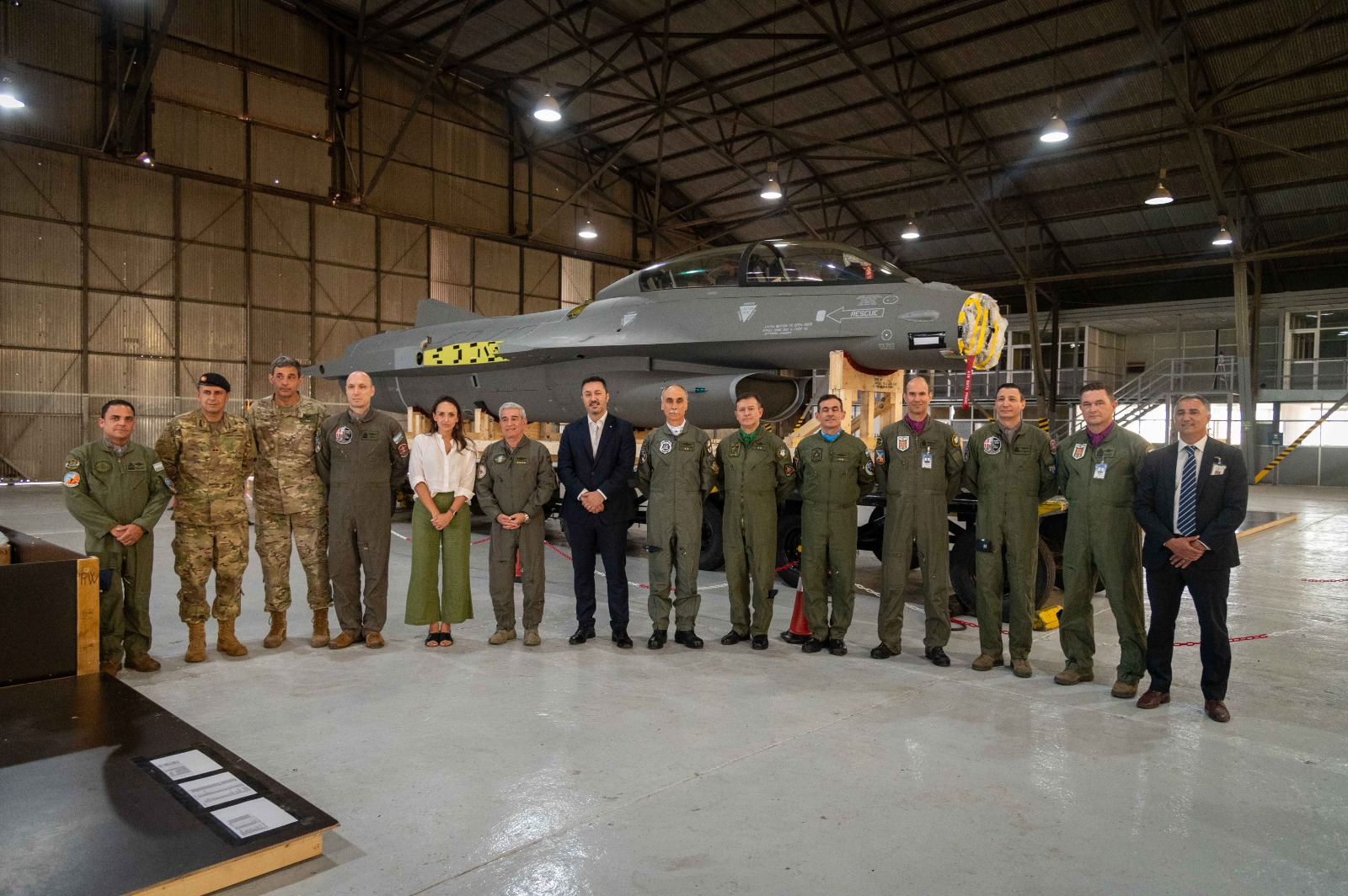
لوئیس پتری وزیر دفاع و مقامات نیروی هوایی آرژانتین در مراسم ورود اولین اف-۱۶ در دسامبر ۲۰۲۴

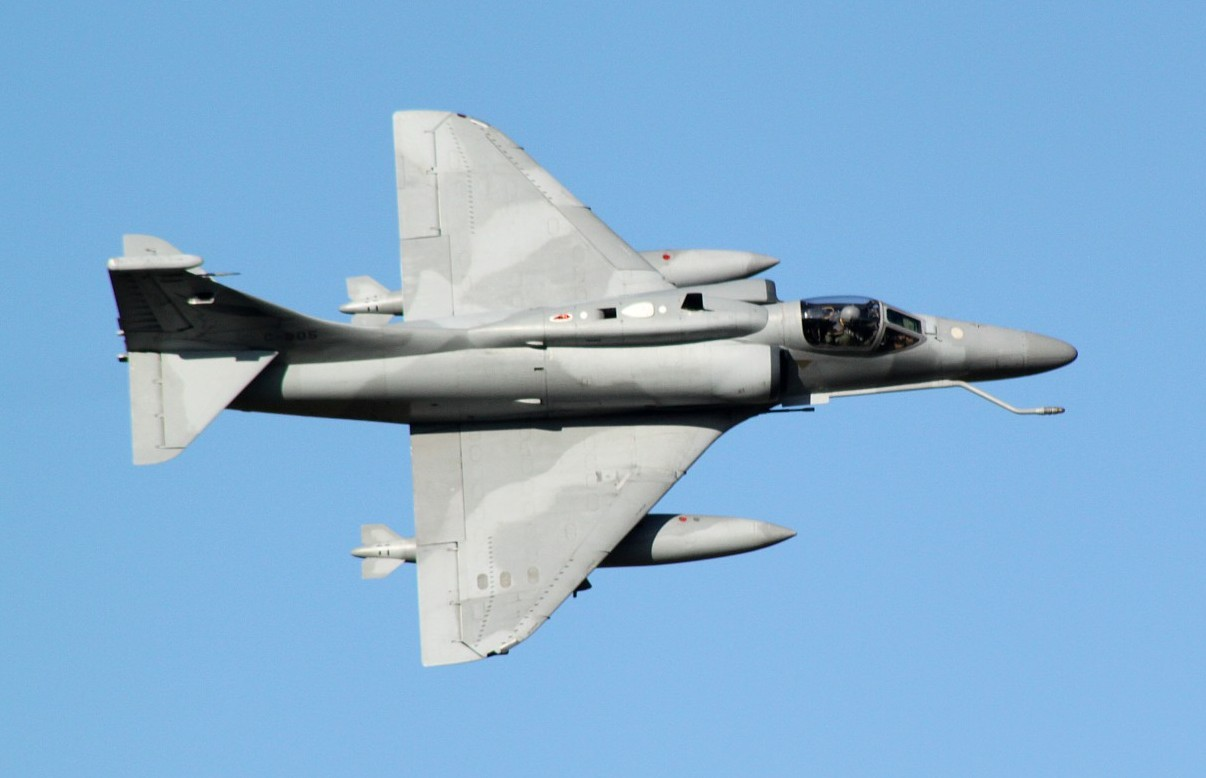
هواپیمای حمله زمینی لاکهید مارتین ای-۴ای‌آر (فایتینگ‌هاوک)

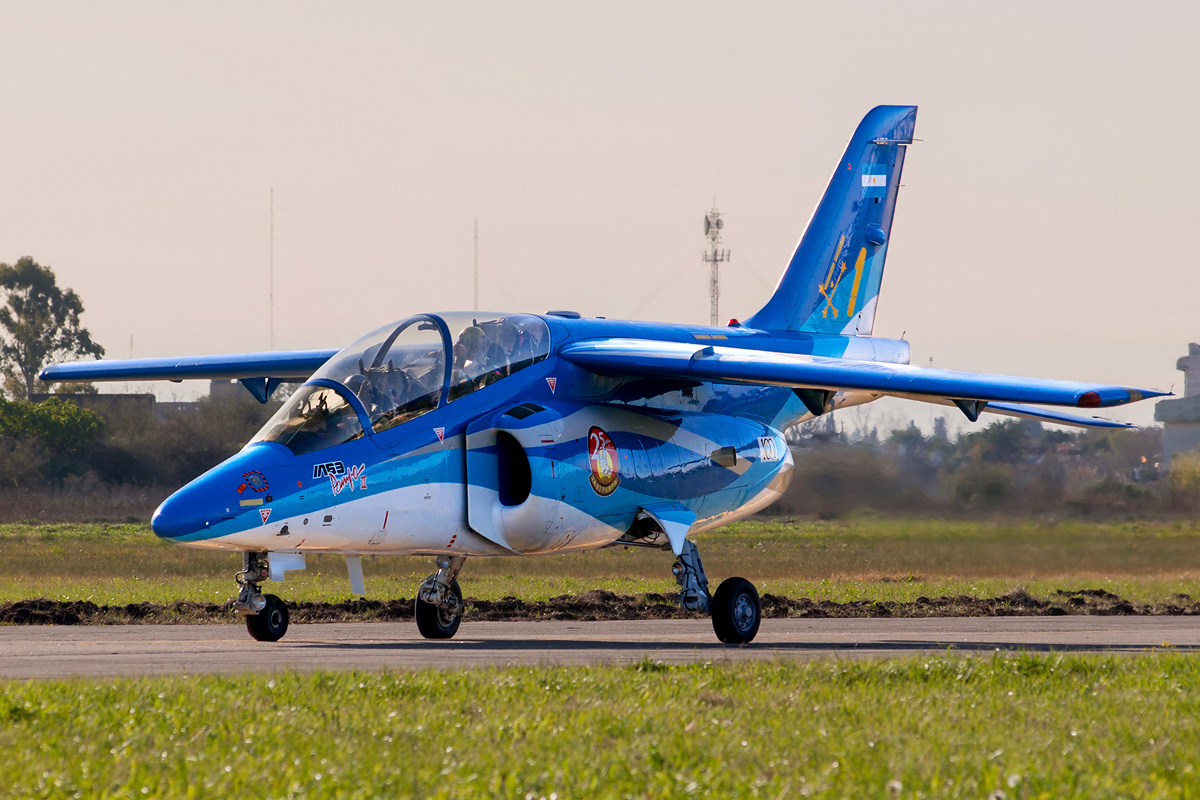
یک پامپا ۲ از تیم آکروجت آرژانتینی اسکادران آکروباتیک صلیب جنوبی

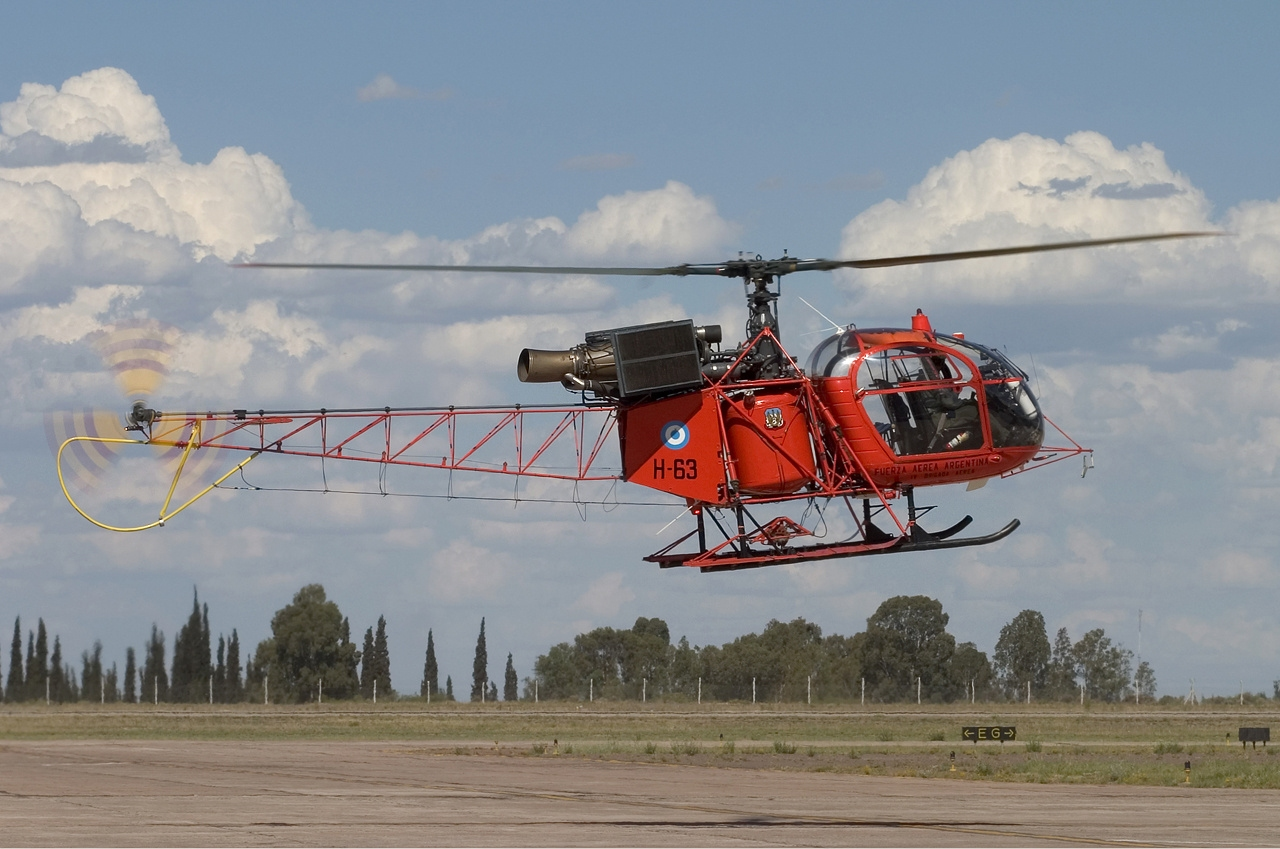
یک هلی کوپتر
آئروسپاسیال اس‌ای ۳۱۵بی لاما در حال برخاست از فرودگاه بین‌المللی گابریلی

| هواگرد                              | مبداساخت            | ماموریت           | گونه                | تعداد در حال خدمت | توضیحات |             |
| هواگرد جنگی                         | هواگرد جنگی         | هواگرد جنگی       | هواگرد جنگی         | هواگرد جنگی       | هواگرد جنگی                                                                                                 | هواگرد جنگی |
| ----------------------------------- | ------------------- | ----------------- | ------------------- | ----------------- | --- | ----------- |
| آی. ای-۶۳ پامپا                     | آرژانتین            | تهاجمی            | پامپا ۳             | ۱۵                | |             |
| لاکهید مارتین ای-۴ای‌آر              | ایالات متحده آمریکا | جنگنده / تهاجمی   | ای-۴ ای‌آر           | ۱۱                | ۳ فروند اوای-۴ای‌آر به آموزش تبدیلی اختصاص داده شده است. یک فروند در سال ۲۰۲۴ از بین رفته است.               |             |
| جنرال داینامیکس اف-۱۶ فایتینگ فالکن | ایالات متحده آمریکا | جنگنده            | ای/بی بلاک۱۵ ام‌ال‌یو | ۰                 | ایالات متحده انتقال ۲۴ فروند هواپیما از دانمارک را تأیید کرده است نامه تعهد امضا شده با دانمارک، آوریل ۲۰۲۴ |             |
| شناسایی                             |                     |                   |                     |                   | |             |
| لیرجت ۳۵                            | ایالات متحده آمریکا | جنگ الکترونیک     | ئی سی-۲۱ ای         | ۲                 | |             |
| تانکر سوخت‌گیری هوایی                |                     |                   |                     |                   | |             |
| کی‌سی-۱۳۰ هرکولس                     | ایالات متحده آمریکا | سوخت‌گیری هوایی    | کی‌سی-۱۳۰ اچ         | ۲                 | |             |
| ترابری                              |                     |                   |                     |                   | |             |
| بوئینگ ۷۳۷                          | ایالات متحده آمریکا | ترابری/VIP        |                     | ۱                 | |             |
| امبرائر ئی‌آرجی ۱۴۰                  | برزیل               | ترابری            | ئی‌آرحی۱۴۰ال‌آر       |                   | ۲ فروند سفارش داده شده است                                                                                  |             |
| سی-۱۳۰ هرکولس                       | ایالات متحده آمریکا | ترابری تاکتیکی    | سی-۱۳۰ اچ           | ۴                 | یک فروند از نوع ال-۱۰۰                                                                                      |             |
| ساب ۳۴۰                             | سوئد                | ترابری            |                     | ۳                 | |             |
| توربو کماندر                        | ایالات متحده آمریکا | چندمنظوره/ VIP    |                     | ۳                 | |             |
| سی-۱۲ هیورون                        | ایالات متحده آمریکا | ترابری            | تی‌سی-۱۲بی           | ۲                 | ۶ سفارش داده شده است                                                                                        |             |
| سوپرکینگ ایر                        | ایالات متحده آمریکا | ترابری /چندمنظوره | ۲۰۰                 | ۵                 | ۳ فروند آموزش چند موتوره را نیز ارائه می‌نمایند                                                              |             |
| بالگردها                            |                     |                   |                     |                   | |             |
| بل ۴۱۲                              | ایالات متحده آمریکا | چندمنظوره         |                     | ۶                 | |             |
| بل ۲۱۲                              | ایالات متحده آمریکا | چندمنظوره         |                     | ۵                 | |             |
| بل ۴۰۷                              | ایالات متحده آمریکا | امداد و نجات      | ۴۰۷جی‌ایکس‌آی         |                   | ۶ سفارش داده شده است                                                                                        |             |
| سیکورسکی اس-۷۰                      | ایالات متحده آمریکا | ترابری/VIP        |                     | ۱                 | |             |
| سیکورسکی اس-۷۶                      | ایالات متحده آمریکا | ترابری/VIP        |                     | ۲                 | |             |
| اس‌ای ۳۱۵بی لاما                     | فرانسه              | هواگرد رابط       |                     | ۵                 | |             |
| ام‌دی ۵۰۰ دیفندر                     | ایالات متحده آمریکا | چندمنظوره سبک     | ام‌دی-۵۰۰دی          | ۸                 | |             |
| آموزشی                              |                     |                   |                     |                   | |             |
| آی. ای-۶۳ پامپا                     | آرژانتین            | آموزش پیشرفته     | پامپا-۲             | ۱۶                | ۳ فروند در حال تبدیل به گونه تهاجمی پامپا-۳                                                                 |             |
| گروب جی۱۲۰تی‌پی                      | آلمان               | آموزش‌های پایه     |                     | ۸                 | |             |
| امبرائر ئی‌ام‌بی ۳۱۲ توکانو           | برزیل               | آموزشی / تهاجمی   |                     | ۱۲                | با یک موتورتوربوپراپ آموزشی پایه                                                                            |             |
| بیچ‌کرفت تی-۶ تکسان ۲                | ایالات متحده آمریکا | آموزشی پایه       | T-6C+               | ۱۲                | |             |

### استنادات
1. ↑  "Argentina hace publica la cantidad de personal militar en sus fuerzas". zona-militar.com. 19 مارس 2018. Archived from the original on 28 April 2018. Retrieved 19 March 2018.
2. ↑  "Argentine air force, Armed forces – Lokmat Times".
3. ↑  "El Gobierno Nacional designó a la nueva cúpula de las Fuerzas Armadas". Argentina.gob.ar (به اسپانیایی). 2020-02-20. Retrieved 2023-07-20.
4. 1 2 3 4  "Fuerza Aérea Argentina". 2018-09-03. Archived from the original on 2018-09-03. Retrieved 2020-05-20.
5. ↑  Schnitzler, R.; Feuchter, G.W.; Schulz, R., eds. (1939). Handbuch der Luftwaffe [Aviation Manual] (به آلمانی) (3rd ed.). Munich and Berlin: J. F. Lehmanns Verlag. p. 13.
6. ↑  "4 de enero". Archived from the original on 2008-02-21. Retrieved 2020-05-20.
7. ↑  Peck, Michael (14 November 2020). "In the 1950s, Argentina Tried To Build a Nazi Fighter Jets". The National Interest. Retrieved 8 December 2020.
8. ↑  Frenkel, Leopoldo. (1992). Juan Ignacio San Martín: el desarrollo de las industrias aeronáutica y automotriz en la Argentina. Germano Artes Gráficas). Buenos Aires: L. Frenkel. p. 41. ISBN 950-43-4267-1. OCLC 27327594.
9. ↑  "Primer aterrizaje de un Hércules C-130 en Marambio". Archived from the original on 29 May 2013. Retrieved 24 December 2014.
10. ↑  "Marambio Station". Archived from the original on January 7, 2014.
11. ↑  "Aniversario Aereo de la Antartida Argentina". Archived from the original on 24 December 2014. Retrieved 24 December 2014.
12. ↑  "The First Three-Continental and Transantarctic Flight". Fin del Mundo. Sitio Oficial de la Provincia de Tierra del Fuego, Antártida e Islas del Atlántico Sur. Archived from the original on 1 October 2013.
13. ↑  "Primer Vuelo Transantártico Tricontinental. Operación "Transantar" (04 al 10-Oct-1973)" (به اسپانیایی). Fundación Marambio. Archived from the original on 28 February 2009.
14. ↑  Yofre, Juan Bautista, 1946- (2011). 1982: los documentos secretos de la guerra de Malvinas-Falklands y el derrumbe del Proceso. Buenos Aires: Editorial Sudamericana. p. 56. ISBN 978-950-07-3666-4. OCLC 764559333.{{cite book}}:  نگهداری یادکرد:نام‌های متعدد:فهرست نویسندگان (link)
15. ↑  Quellet 1997, pp. 106–108.
16. ↑  de la Pedraja, Rene (2006).  Robin Higham, Stephen J. Harris (ed.). Why Air Forces Fail: The Anatomy of Defeat. Google Books: University Press of Kentucky. p. 232. ISBN 978-0-8131-6760-2. Retrieved 28 June 2021.
17. ↑  Quellet 1997, p. 797.
18. ↑  "1º de Mayo – Bautismo de fuego de la Fuerza Aérea Argentina" (به اسپانیایی). Centro Regional Universitario Cordoba IUA. 26 April 2018. Retrieved 2020-05-21.
19. ↑  Fuerza Aerea Argentina (1998) [1983]. Historia de la Fuerza Aérea Argentina. Tomo VI: La Fuerza Aérea en Malvinas. Volumen 1. Dirección de Estudios Históricos. Fuerza Aerea Argentina. ISBN 987-96654-4-9.[کدام صفحه؟]
20. ↑  Historia de la Fuerza Aérea Argentina. Ricardo Luis Quellet. [Buenos Aires]: [Fuerza Aérea Argentina, Dirección de Estudios Históricos]. 1998. p. 797. ISBN 987-96654-4-9. OCLC 760500498.{{cite book}}:  نگهداری CS1: سایر موارد (link)
21. ↑  De León, Pablo Gabriel (2017). El proyecto misilístico Cóndor. Su origen, desarrollo y cancelación. Lenguaje Claro. شابک ‎۹۷۸−۹۸۷−۳۷۶۴−۲۴−۰. p. 96.
22. ↑  "Adiós a la colimba". La Voz (به اسپانیایی). Archived from the original on 21 October 2023. Retrieved 2020-05-21.
23. ↑  "- Fuerza Area Argentina". Archived from the original on 7 April 2012. Retrieved 24 December 2014.
24. ↑  "VII Brigada Aerea". Archived from the original on 24 December 2007. Retrieved 24 December 2014.
25. ↑  "Kirchner removió al brigadier general Carlos Rodhe". La Nación (به اسپانیایی). 2005-02-17. Retrieved 2020-05-21.
26. ↑  "Zona Militar". zonamilitar.com.ar. Archived from the original on 2010-09-03.
27. ↑  "Iniciativa para reequipar a las FF.AA". Archived from the original on 19 August 2010. Retrieved 24 December 2014.
28. ↑  "Argentina in negotiations for Israeli Kfir fighters". Flightglobal.com. Archived from the original on 2015-08-22. Retrieved 2015-08-18.
29. ↑  Argentina; Spanish Mirage F-1 deal scrapped due to UK pressure بایگانی‌شده  در ۲۰۱۴-۱۰-۲۹ توسط Wayback Machine - Dmilt.com, 7 March 2014
30. ↑  "Argentina's Jet Fighter Replacement Options Narrow". Defensenews.com. 30 November 2014. Archived from the original on November 30, 2014. Retrieved 18 February 2015.
31. ↑  "Argentina seeks Kfir deal with Israel" بایگانی‌شده  در ۲۰۱۴-۰۱-۱۸ توسط Wayback Machine January 13, 2014
32. ↑  "Argentina and China agree fighter aircraft working group". IHS Jane's 360. 5 فوریه 2015. Archived from the original on 22 February 2015. Retrieved 18 February 2015.
33. ↑  Porfilio, Gabriel (1 دسامبر 2015). "Argentina retires Dassault Mirage fleet". IHS Jane's 360. Archived from the original on 8 December 2015. Retrieved 8 December 2015.
34. ↑  Porfilio, Gabriel (28 ژانویه 2016). "Argentinian MoD confirms all fighters grounded". IHS Jane's Defense Weekly. Archived from the original on 4 April 2016. Retrieved 11 April 2016.
35. ↑  Aguilera, Edgardo (27 ژانویه 2016). "No queremos una Armada que no navegue ni una Fuerza Aérea que no vuele". Diario Ambito Financiero (به اسپانیایی). Archived from the original on 22 April 2016. Retrieved 1 April 2016.
36. ↑  "La llegada de Obama desnudó la triste realidad de la FAA". El Sol. 21 مارس 2016. Archived from the original on 9 April 2016. Retrieved 11 April 2016.
37. ↑  "Argentina selects Korean FA-50 fighter". Janes.com (به انگلیسی). Retrieved 2023-01-28.
38. ↑  "Argentine A-4AR fighter jet crashes near Cordoba, pilot dead". www.aerotime.aero. 6 August 2020.
39. ↑  "Janes | Latest defense and security news". Janes.com.
40. ↑  "PREMIUM: Latin American projects face COVID-19 problems - Defense Notes - Shephard Media". www.shephardmedia.com.
41. ↑  Axe, David. "No FA-50s For You! U.K. Bureaucrats Swat Down Argentine Fighter Plan". Forbes.
42. ↑  "UK bars sale of South Korean fighter jets for the Argentine air force". MercoPress.
43. ↑  "Argentina Will Take Another Look at the JF-17 Thunder". December 6, 2020.
44. ↑  "Argentine Air Force faces another hurdle for its re-equipment plans". MercoPress.
45. ↑  "Los ofrecimientos rusos a la Argentina suman al Mig-35". March 8, 2021.
46. ↑  "Últimos pasos y comienzo de la ICM para los Mi-171E de la Fuerza Aérea Argentina". March 5, 2021.
47. ↑  "Fuerza Aérea Argentina – El Fokker F-28 TC-53 volvió a volar". August 7, 2021. Retrieved 2021-08-11.
48. ↑  Bettolli, Carlos Borda (2021-07-09). "La degradación operacional de la Fuerza Aérea Argentina en las últimas dos décadas". Zona Militar (به اسپانیایی). Retrieved 2021-08-13.
49. ↑  Johnson, Reuben (2023-09-25). "In Argentina's fighter competition, Washington and Beijing fight for regional influence". Breaking Defense (به انگلیسی). Retrieved 2024-08-17.
50. ↑  "Argentina's president throws cold water on fighter jet program". 12 December 2022.
51. ↑  "No JF-17, no Tejas: Argentina stops fighter jet tender - AeroTime". 9 December 2022.
52. ↑  Dubois, Gastón (2023-01-31). "Argentina formalized the purchase of six Bell 407 helicopters for the Army and Air Force". Aviacionline.com (به اسپانیایی). Retrieved 2023-02-19.
53. ↑  Saballa, Joe (13 June 2023). "Argentina Receives Additional C-130 Hercules Aircraft Leased From US". The DefensePost.
54. ↑  "Argentina gets closer to US green light for F-16 and P-3 deals". Scramble. 9 August 2023.
55. ↑  "US State Department clears transfer of 38 F-16 fighters from Denmark to Argentina". airrecognition.com. 13 October 2023.
56. ↑  "Argentina's Ministry of Defense will start the process of purchasing F-16 fighters from Denmark for the Air Force". ZonaMilitar. 21 March 2024.
57. ↑  "Denmark Signs Letter Of Intent For F-16 Sale To Argentina". Aviation Week. 26 March 2024. Retrieved 27 March 2024.
58. ↑  Singh-Bisht, Inder. "US Approves F-16 Sale to Argentina to Counter Chinese Offer". thedefensepost.com. Defense Post. Retrieved 13 March 2024.
59. ↑  "Denmark Signs Letter Of Intent For F-16 Sale To Argentina". Aviation Week. 26 March 2024. Retrieved 27 March 2024.
60. 1 2 3 4 5 6 7 8 9 10 11 12 13 14  Hoyle, Craig, ed. (2023). "World Air Forces 2024". Flightglobal Insight. Retrieved 12 December 2023.
61. ↑  "Fuerza Aerea Argentina T-04". airfleets.net. Retrieved 28 December 2014.
62. ↑  "Two ERJ140LR for Argentina". scramble.nl. Scramble. 17 December 2023. Retrieved 17 December 2023.
63. ↑  "Fadea apunta al reemplazo de los Hercules argentinos y señala el error de no haber comprado los españoles - Noticias Infodefensa América". Infodefensa.com (به اسپانیایی). March 10, 2021.
64. ↑  "Argentina vuelve a contar con tres aviones Saab 340 operativos después de 11 años" (به اسپانیایی). infodefensa.com. 2022-05-10. Retrieved 29 June 2022.
65. ↑  "Argentina receives second Beechraft [کذا] TC-12B Huron from the US". 2022-02-20. Retrieved 2023-12-18.
66. 1 2  Dubois, Gastón (2021-07-30). "The new livery of the Argentine Presidential Air Group was revealed". Aviacionline. Retrieved 2023-12-18.